# Алтидона
Алтидона (итал. Altidona) насеље је у Италији у округу Фермо, региону Марке.
Према процени из 2011. у насељу је живело 345 становника. Насеље се налази на надморској висини од 205 м.

## Становништво
Према резултатима пописа становништва 2011. у општини је живело 3.234 становника.
| 1936. | 1951. | 1961. | 1971. | 1981. | 1991. | 2001. | 2011. |
| ----- | ----- | ----- | ----- | ----- | ----- | ----- | ----- |
| 1.549 | 1.760 | 1.624 | 1.507 | 1.589 | 1.741 | 2.292 | 3.234 |